# Elena Bacaloglu
Elena Bacaloglu też jako: Elena Bacaloglu-Densușeanu (ur. 19 grudnia 1878 w Bukareszcie, zm. 1947 tamże) – rumuńska pisarka, dziennikarka i polityk faszystowski.

## Życiorys
Była córką urzędnika Alexandru Bacaloglu i Sofii z d. Izvoreanu. Ukończyła studia na wydziale filologicznym Uniwersytetu Bukareszteńskiego i w College de France. Po studiach pracowała jako dziennikarka. W czasie pobytu w Paryżu poznała poetę Radu Rosettiego, którego poślubiła po powrocie do kraju. W 1897 została porzucona przez męża i próbowała się zastrzelić, ale została odratowana. Wkrótce związała się z innym poetą Ovidiu Densusianu. W 1904 urodził się syn Ovid, w tym samym roku małżeństwo się rozpadło.
W 1903 w wydawnictwie Editura Socec ukazała się monografia Eleny poświęcona twórczości Maeterlincka. Trzy lata później Bacaloglu wydała swoją pierwszą powieść În luptă (W walce), a w 1908 powieść Două torțe (Dwie pochodnie). Jej twórczość nie zyskała akceptacji krytyków, negatywnie oceniła powieści także Rumuńska Akademia Nauk, zwracając uwagę na słabą znajomość rumuńskiego języka literackiego.
Bacaloglu udała się w podróż po Europie, większość czasu przebywając we Włoszech. Tam też pisywała do Il Giornale d'Italia i do magazynu L'Idea Nazionale. W Rzymie wyszła za mąż po raz trzeci, tym razem jej wybrankiem był Włoch. Po wybuchu I wojny światowej Bacaloglu zaangażowała się w kampanię na rzecz przyłączenia Rumunii do państw Ententy, porzucenia polityki neutralności i przejęcia zamieszkanego przez ludność rumuńską Siedmiogrodu. Poglądy te zawarła w eseju Per la Grande Romania (Dla Wielkiej Rumunii) wydanym w Bukareszcie w języku włoskim. Była inicjatorką utworzenia Legionu Rumuńskiego we Włoszech, który składał się z Rumunów siedmiogrodzkich i walczył przeciwko państwom centralnym. Należała do grona zwolenników panlatynizmu - współpracy politycznej państw łacińskich.
Po zakończeniu wojny Bacaloglu pozostała w Rzymie, jako korespondentka rumuńskiego dziennika Universul. W tym czasie uległa fascynacji włoskim faszyzmem, należała do grona przyjaciół admiratora faszyzmu Benedetto Croce, zabiegała także o kontakty z Benito Mussolinim, z którym korespondowała. Po powrocie do Rumunii we wrześniu 1921 założyła pierwszą grupę faszystowską w tym kraju Narodowy Włosko-Rumuński Ruch Kulturowy i Ekonomiczny, promując bliską współpracę Włoch i Rumunii, a zarazem dążąc do wprowadzenia w Rumunii modelu ideologicznego wzorowanego na włoskim. Dwa lata później ugrupowanie kierowane przez Bacaloglu przekształciło się w partię o nazwie Narodowa Rumuńska Fascia. 30 grudnia 1923 Bacaloglu rozpoczęła wydawanie tygodnika Mișcarea Națională Fascistă, w którym pełniła rolę dyrektora d.s. politycznych. Ugrupowanie liczyło niewiele ponad sto osób i pozostało na marginesie rumuńskiego życia politycznego. Program partii wyrażał sprzeciw wobec systemu wersalskiego, sprzeciwiając się zarazem "żydowskiej eksploatacji Rumunii". Poza Bacaloglu kobiety były nieobecne w rumuńskim ruchu faszystowskim (zgodnie z konstytucją 1923 nadal nie miały prawa głosu w wyborach). W 1926 doszło do przyłączenia małych ugrupowań faszystowskich działających w Rumunii do Narodowo-Chrześcijańskiej Ligi Obrony, kierowanej przez Alexandru Cuzę. We władzach tego ugrupowania znalazł się brat Eleny, Alexandru (Sandi) Bacaloglu.
Elena Bacaoglu nie pogodziła się z utratą władzy nad ugrupowaniem, które zakładała. W 1928 wyjechała do Hiszpanii, gdzie propagowała ideę panlatynizmu i pisała do La Gaceta Literaria. Po kilku latach powróciła do Bukaresztu, współpracując z agencją informacyjną Balcan Oriente. Po odzyskaniu tronu przez Karola II, Bacaloglu próbowała powrócić do czynnej działalności politycznej, ale jej propozycje spotkały się z obojętnością politycznego establishmentu. W latach 1940-1945 Bacaloglu mieszkała w Rzymie, skąd w 1945 powróciła do Rumunii i była świadkiem przejęcia władzy przez komunistów. 22 października 1947 tuż przed śmiercią napisała list do historyka literatury Ilie E. Torouțiu, w którym zaproponowała sprzedaż jej spuścizny Rumuńskiej Akademii Nauk. Zmarła w 1947 i została pochowana na cmentarzu Bellu.

## Publikacje
- 1903: Despre simbolizm și Maeterlinck
- 1906: În luptă: [roman psicologic]
- 1908: Două torțe
- 1911: Naples et son plus grand poète
- 1914: Preuves d'amour: conférences patriotiques par Hélène Bacaloglu
- 1923: Movimento nazionale fascista italo-romeno